# Los Andes (Bolívia)
Los Andes é uma província da Bolívia localizada no departamento de La Paz, sua capital é a cidade de Pucarani.